# Beavers de Kitchener-Waterloo
Pour les articles homonymes, voir Beavers.
Les Beavers de Kitchener-Waterloo, ou plus simplement Beavers de Kitchener, sont une franchise professionnelle de hockey sur glace qui a existé pendant deux saisons de 1960 à 1962. Elle jouait dans l'Eastern Professional Hockey League, était basée à Kitchener, en Ontario au Canada et était affiliée aux Rangers de New York de la Ligue nationale de hockey.

## Statistiques
| No | Saison    | PJ | V  | D  | N  | % V  | BP  | BC  | Pts | Classement | Séries éliminatoires | Entraîneur      |
| -- | --------- | -- | -- | -- | -- | ---- | --- | --- | --- | ---------- | -------------------- | --------------- |
| 1  | 1960-1961 | 70 | 31 | 28 | 11 | 52,1 | 220 | 215 | 73  | 2e         | Défaite au 1er tour  | Frank Currie    |
| 2  | 1961-1962 | 70 | 36 | 24 | 10 | 58,6 | 263 | 217 | 82  | 3e         | Défaite au 1er tour  | George Sullivan |

## Joueurs
36 joueurs ont joué pour la franchise durant son existence.
| Nom              | PJ  | B  | A  | Pts | Pun |
| ---------------- | --- | -- | -- | --- | --- |
| Oscar Allan      | 1   | 0  | 0  | 0   | 0   |
| Paul Andrea      | 18  | 4  | 0  | 4   | 8   |
| Jim Baird        | 4   | 0  | 0  | 0   | 0   |
| Dave Balon       | 92  | 38 | 45 | 83  | 164 |
| Richard Balon    | 97  | 19 | 30 | 49  | 122 |
| Dan Belisle      | 16  | 8  | 7  | 15  | 14  |
| Jack Bownass     | 132 | 7  | 76 | 83  | 229 |
| Don Cherry       | 70  | 13 | 26 | 39  | 78  |
| Wally Chevrier   | 50  | 2  | 6  | 8   | 18  |
| Bob Cunningham   | 38  | 5  | 11 | 16  | 18  |
| Claude Evans     | 17  | 0  | 0  | 0   | 0   |
| Gilles Francoeur | 0   | 0  | 0  | 0   | 0   |
| Rod Gilbert      | 21  | 12 | 11 | 23  | 22  |
| Wayne Hall       | 56  | 9  | 27 | 36  | 14  |
| Bryan Hextall    | 56  | 22 | 23 | 45  | 48  |
| Ed Hoekstra      | 114 | 55 | 60 | 115 | 34  |
| Adam Keller      | 132 | 5  | 39 | 44  | 253 |
| Al LeBrun        | 71  | 0  | 16 | 16  | 36  |
| Roland LeClerc   | 6   | 0  | 2  | 2   | 4   |
| Jack McCartan    | 122 | 0  | 0  | 0   | 0   |
| Dave McComb      | 1   | 0  | 0  | 0   | 0   |
| Donald McGregor  | 132 | 35 | 59 | 94  | 95  |
| Mike McMahon     | 5   | 0  | 1  | 1   | 0   |
| Jim Neilson      | 70  | 9  | 33 | 42  | 78  |
| Dennis Olson     | 54  | 31 | 31 | 62  | 57  |
| Mel Pearson      | 135 | 43 | 65 | 108 | 106 |
| Bob Plager       | 3   | 0  | 0  | 0   | 2   |
| Jean Ratelle     | 32  | 10 | 29 | 39  | 8   |
| Léon Rochefort   | 134 | 53 | 45 | 98  | 62  |
| Len Ronson       | 93  | 51 | 54 | 105 | 29  |
| Duane Rupp       | 69  | 10 | 14 | 24  | 26  |
| Bob Sabourin     | 70  | 20 | 36 | 56  | 24  |
| Art Stratton     | 16  | 7  | 5  | 12  | 4   |
| George Sullivan  | 61  | 16 | 46 | 62  | 81  |
| Gilles Thibeault | 4   | 0  | 1  | 1   | 4   |
| George Wood      | 1   | 0  | 0  | 0   | 0   |